# (588) Achilles
(588) Achilles ist ein Asteroid aus der Gruppe der Jupiter-Trojaner, er läuft also auf der Bahn des Jupiters um die Sonne.
Achilles wurde am 22. Februar 1906 von Max Wolf als erster Trojaner entdeckt und ist nach dem griechischen Helden Achilles aus der Ilias benannt. Der Name des Asteroiden wurde ursprünglich von Johann Palisa, einem Freund und Kollegen von Max Wolf, vorgeschlagen. 
Der Asteroid läuft Jupiter auf dessen Bahn um 60° voraus (er befindet sich am Lagrange-Punkt L4). Die vorauslaufenden Trojaner werden auch als Griechen bezeichnet und sind deshalb nach antiken griechischen Helden benannt. Die Bahn von Achilles verläuft zwischen 4,4 (Perihel) und 6,0 (Aphel) astronomischen Einheiten und ist 10° gegen die Ekliptik geneigt. Die Bahnexzentrizität beträgt 0,15.
Während der Opposition erreicht Achilles eine scheinbare Helligkeit von 16,6 mag. Er ist damit ein äußerst lichtschwaches Objekt am Nachthimmel.
Neben seiner geringen Größe ist auch Achilles’ geringe Albedo (Reflexionsvermögen) für seine geringe Helligkeit verantwortlich. Er reflektiert nur 3,3 % des auftreffenden Lichts, ist also schwärzer als beispielsweise Asphalt. Seine Oberfläche besteht nach Messungen an der Infrared Telescope Facility (IRTF) der NASA wahrscheinlich zu 20 bis 40 % aus Pyroxen (verschiedene Silikate). Für die beobachtete Rotfärbung des reflektierten Anteils dürfte Eisen verantwortlich sein. Für die Oberfläche konnten mehr als 10 % Tholinanteile, also durch ultraviolettes Licht umgeformte Methan- und Ethanbestandteile, durch Spektralanalysen ausgeschlossen werden. Ebenso ist die Oberfläche arm an Chloriten (maximal 1 %).